# 莱尔姆 (洛特省)
莱尔姆（法語：Lherm，法語發音：[lɛʁm]）是法国洛特省的一个市镇，属于卡奥尔区。

## 地理
莱尔姆（44°34'3"N, 1°14'44"E）面积13.47 平方千米，位于法国奧克西塔尼大區洛特省，该省份为法国西南部内陆省份，北起顺时针与科雷兹省、康塔爾省、阿韦龙省、塔恩-加龙省、洛特-加龍省和多尔多涅省接壤。
与莱尔姆接壤的市镇（或旧市镇、城区）包括：莱萨尔克、古茹纳克、莱瑞尼、蒙热斯蒂、蓬西尔克。

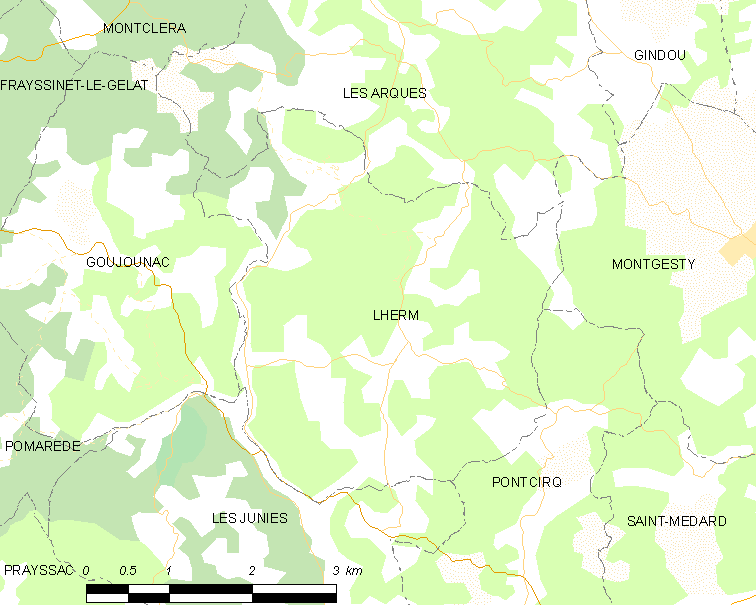
的OSM定位图

莱尔姆的时区为UTC+01:00、UTC+02:00（夏令时）。

## 行政
莱尔姆的邮政编码为46150，INSEE市镇编码为46171。

## 政治
莱尔姆所属的省级选区为皮莱韦克县。

## 人口

1962-2008年间人口变化图示

莱尔姆于2022年1月1日时的人口数量为234人。